# Lithobius caecigenus
Lithobius caecigenus är en mångfotingart som först beskrevs av Miyosi 1956.  Lithobius caecigenus ingår i släktet Lithobius och familjen stenkrypare. Inga underarter finns listade i Catalogue of Life.